# Plaines à forêts mixtes
 (novembre 2010).
Les plaines à forêts mixtes sont une écozone du cadre écologique du Canada et une écorégion de niveau II du cadre écologique de la commission de coopération environnementale (CCE). Elle comprend le sud de l'Ontario ainsi que le sud-ouest du Québec sur le long du fleuve Saint-Laurent. Il s'agit de la plus petite écozone du Canada. Elle comprend néanmoins la majorité de la population et de la production industrielle et commerciale du pays.
L'écozone est incluse dans l'écorégion de niveau I des forêts tempérées de l'Est du cadre écologique de la CCE.

## Situation Géographique

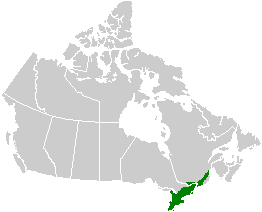
Géolocalisation

Les plaines à forêts mixtes couvrent le corridor Québec-Windsor, soit 9 % de la superficie totale du Canada. Elles comprennent l'entièreté du sud de l'Ontario et le sud ouest du Québec. L'écozone est limitée par trois Grands Lacs et par les cours d'eau les connectant. La limite nord correspond au lac Huron et la limite sud au lac Érié. Plus à l'est, elles sont situées entre le lac Ontario et le lac Simcoe pour se prolonger vers l'est entre les Laurentides et les Appalaches jusqu'à la ville de Québec.

## Climat (précipitations et température)
Le climat de cette écozone est de type continental humide. Les étés ont une température moyenne de 18 à 22 °C en juillet. Les hivers quant à eux sont situés en moyenne de -3 à −12 °C en janvier. Les principaux influents sont :
- Les masses d’air provenant du golfe du Mexique et de l'Arctique canadien;
- La proximité des Grands Lacs qui adoucissent le climat des villes avoisinantes et
- La latitude de la région.

Les Grands Lacs, par leur proximité et leur superficie importante viennent réguler le climat. Ainsi, en hiver, malgré les courants d'air froid, l'air provenant des lacs sera plus doux. Ce comportement est facilement observable pour les villes côtières ailleurs au Canada comme Vancouver. Les villes situées en bordure des lacs ont donc un climat rapproché du climat océanique. Les hivers ont tendance à être plus chauds que les villes éloignées et les précipitations sont importantes surtout en hiver. Toronto, par exemple a une température moyenne en janvier de 6 °C supérieurs à Ottawa. Durant cette saison, les terres sont généralement très froides. Toutefois, l'eau qui prend plus de temps que la terre à se réchauffer et à se refroidir conserve sa chaleur. Lorsqu'une masse d'air provient du sud, celle-ci est donc réchauffée par les lacs et se dirige vers les terres. Il en va de même en été alors que les terres sont chaudes et que les lacs sont plus frais.
La latitude vient faire de l'écozone une des plus chaudes au Canada. Étant la plus rapprochée de l’équateur, elle est la plus propice à être chaude.
La pluviométrie est considérée comme modérée. Avec deux masses d'air qui touchent tour à tour la région, le climat est considéré instable. La région est sous l'influence de la masse d'air chaud et humide provenant du golfe du Mexique et de la masse d'air froid et sec provenant de l'Arctique. Lorsqu'elles se rencontrent, l'air chaud, ayant une plus petite masse volumique, monte au-dessus de l'air froid et il y a condensation. Lorsque l'air chaud se condense, l'humidité relative de l'air augmente jusqu'au point où il y a des précipitations. Les précipitations moyennes sont de 720 à 1 000 mm de pluie par année.

## Relief
Le relief est majoritairement plat avec des collines. Bien qu'une bonne partie de l'écozone des plaines à forêts mixtes soit plate, plus à l'ouest de l'écozone on retrouve des précipices et des falaises abruptes, par exemple la péninsule du Niagara, sur la côte des Grands Lacs, où l'on retrouve de grands escarpements. On y retrouve entre autres les chutes avec le plus grand débit au Canada, les chutes du Niagara.
Le relief plat et escarpé de la région vient du fait qu'il y a plusieurs millions années de cela, le bouclier canadien était formé de grosses montagnes qui se sont érodées sous l'effet des glaciers, du vent et des précipitations. Tous ces sédiments ont tombé dans les mers qui entouraient autrefois le bouclier. Sous l'effet des pressions sous-marines, ces sédiments ont durci jusqu'à former des roches sédimentaires très tendres. Ceci créa certaines régions physiques très plates que nous retrouvons aujourd'hui, mais celle qui nous intéresse c'est la région des basses terres du Saint-Laurent et des Grands Lacs puisqu'elle forme en partie l'écozone des forêts mixtes. Lorsque la mer de Champlain s'est retirée (puisque c'est le nom de la mer qui recouvrait il y a 10 000 ans la région) elle laissa derrière elle des terrains plats humides et riches en sédiments propices à l'agriculture et à la construction de villes.[réf. souhaitée]

## Ressources naturelles
On retrouve peu de ressources naturelles dans l'écozone des plaines à forêts mixtes à cause du fait qu'elles ont été en grande partie exploitées ou détruites par l'expansion urbaine. On y retrouve toutefois une grande biodiversité. Le sol y est très fertile. Combiné avec un climat relativement doux, l'écozone est un endroit propice à l'agriculture. Plus de 50 % des terres agricoles de classe 1 s'y retrouvent. La péninsule de Niagara est la plus intensivement cultivée. 
On y pratique notamment la culture du maïs, du soja, du tabac et des légumes dans les régions du sud. La culture de céréales, l'élevage de porcins, de vaches laitières et de bovins sont présents partout dans l'écozone. L'expansion urbaine est le principal problème puisque les milieux urbains recouvrent environ 50 % de la superficie.
L’eau compte aussi comme une importante ressource naturelle. Comme la région est la plus densément peuplée du Canada (51 % de la population y vit), l'écozone des plaines à forêts mixtes a besoin d’eau. Cette écozone est celle qui raffine le plus de matières premières au Canada.

## Faune/Flore
On retrouve une variété de différents mammifères et amphibiens dans cet écozone. Par exemple :

### Mammifères
Gros carnivores
- Ours noir
- Loup
- Lynx[Lequel ?]

Petits carnivores
- Raton laveur
- Mouffette rayée
- Renard roux

Gros herbivores
- Caribou
- Orignal
- Cerf de Virginie

Petits herbivores
- Variétés d'écureuils (gris et noir)
- Écureuil volant du Sud (petit polatouche)
- Marmotte[Laquelle ?]
- Lapin à queue blanche

### Oiseaux
On y retrouve plusieurs espèces uniques à cette région comme le colin de Virginie, le héron vert et le troglodyte de Caroline. Plus de 200 espèces survolent la Pointe-Pelée où se croisent la voie migratoire du Mississippi et celle de l'Atlantique. On y retrouve également dans les boisés et espaces verts urbains les oiseaux suivants :
- Geai bleu
- Engoulevent bois-pourri
- Pic à tête rouge
- Oriole de Baltimore
- Bruant de Henslow
- Chouette rayée
- Dindon sauvage
- Grand Héron
- Mésange à tête noire
- Pluvier kildir
- Buse à queue rousse
- Oiseaux de proies[Lesquels ?]
- Oiseaux chanteurs[Lesquels ?]

### Poissons
On retrouvait en grande quantité autrefois les espèces suivantes :
- Touladi
- Grand corégone
- Esturgeon
- Doré jaune
- Achigan à grande bouche

Aujourd'hui, les espèces principales sont :
- Éperlan de lac
- Baret
- Carpe commune
- Poulamon
- Grand brochet
- Achigan à petite bouche
- Perchaude
- Des cétacés à fanons
- Béluga, espèce en danger de disparition

Les espèces sont fortement menacées par l'introduction d'espèces exotiques comme le lamproie et la moule zébrée qui réduit les populations de phytoplancton et de zooplancton.

### Reptiles
On retrouve deux des trois espèces de reptile figurant sur la liste des espèces menacées du CSEMDC soit le Massasauga et la tortue-molle à épines. On y retrouve aussi la tortue serpentine, la scinque pentaligne (Plestiodon fasciatus) et le ouaouaron.

### Flore
On retrouve aussi une grande variété de plantes et d'arbres due au sol très fertile et au climat confortable qu'offrent les Grands Lacs. La saison végétative y dure de 180 à 260 jours. Les forêts qu'on y retrouve sont mixtes ou composées uniquement de feuillus.

## Activités humaines
On retrouve le plus grand réseau d'autoroutes au Canada dans cette écozone soit pour relier toutes les villes et les usines puisque l'écozone des plaines à forêts mixtes est aussi la plus urbanisée du Canada. Par contre, avec toutes ces industries on y retrouve aussi une dégradation écologique considérable. Les habitants de cette région sont situés à proximité des magasins, d'une variété d'emplois et aussi de plusieurs lieux de divertissement. Plusieurs fruits et légumes sont cultivés dans cette région en parties grâce aux sols fertiles de la péninsule du Niagara.

## Villes importantes
L'écozone des plaines à forêts mixtes est la plus peuplée du Canada, soit de 15 631 830 d’habitants,[réf. nécessaire] la moitié de la population totale du Canada. On retrouve aussi les deux plus grandes agglomérations du Canada soit Toronto (5 113 149 habitants) et Montréal (3 635 571 habitants). L'axe Windsor-Québec est l'endroit où l’on retrouve aussi la plus haute concentration d’habitants au Canada, soit d’environ 89 habitants/km²[réf. nécessaire].

### Autres villes importantes
- Ottawa - 812 129 (2006)[10]
- Mississauga - 668 549
- Hamilton (Ontario) - 504 559
- Québec (ville) - 491 142
- Brampton (Ontario) - 433 806
- Laval - 368 709
- London - 352 395
- Markham - 261 573
- Gatineau - 242 124

## Subdivisions
Les plaines à forêts mixtes se divisent en quatre écorégions : les basses-terres du Saint-Laurent, l'arche de Frontenac, Manitoulin-Lac Simcoe et les basses-terres du lac Érié.